# یواس‌اس لوکاتور (ای‌جی‌آر-۶)
یواس‌اس لوکاتور (ای‌جی‌آر-۶) (به انگلیسی: USS Locator (AGR-6)) یک کشتی بود که طول آن 441' 6" بود. این کشتی در سال ۱۹۴۵ ساخته شد.